# Vrševo
Vrševo este un sat din comuna Petnjica, Muntenegru. Conform datelor de la recensământul din 2003, localitatea are 267 de locuitori (la recensământul din 1991 erau 438 de locuitori).

## Demografie
În satul Vrševo locuiesc 187 de persoane adulte, iar vârsta medie a populației este de 33,9 de ani (31,3 la bărbați și 37,3 la femei). În localitate sunt 65 de gospodării, iar numărul mediu de membri în gospodărie este de 4,11.
|  |

| Demografie | Demografie | Demografie |
| An         | Locuitori  | Locuitori  |
| ---------- | ---------- | ---------- |
|            |            |            |
|            |            |            |
|            |            |            |
|            |            |            |
| 1948       | 417        |            |
| 1953       | 455        |            |
| 1961       | 426        |            |
| 1971       | 463        |            |
| 1981       | 554        |            |
| 1991       | 438        | 411        |
| 2003       | 475        | 267        |

| \| Componența etnică conform recensământului din 2003[2] \| Componența etnică conform recensământului din 2003[2] \| Componența etnică conform recensământului din 2003[2] \| Componența etnică conform recensământului din 2003[2] \| Componența etnică conform recensământului din 2003[2] \| \| ----------------------------------------------------- \| ----------------------------------------------------- \| ----------------------------------------------------- \| ----------------------------------------------------- \| ----------------------------------------------------- \| \| \| \| \| \| \| \| Bosniaci \| Bosniaci \| \| 189 \| 70,78% \| \| Musulmani \| Musulmani \| \| 69 \| 25,84% \| \| Muntenegreni \| Muntenegreni \| \| 4 \| 1,49% \| \| necunoscută \| necunoscută \| \| 2 \| 0,74% \| |              |  |     |        |
| Componența etnică conform recensământului din 2003 |              |  |     |        |
| |              |  |     |        |
| Bosniaci | Bosniaci     |  | 189 | 70,78% |
| Musulmani | Musulmani    |  | 69  | 25,84% |
| Muntenegreni | Muntenegreni |  | 4   | 1,49%  |
| necunoscută | necunoscută  |  | 2   | 0,74%  |